# Иванов, Василий (футболист, 1958)
Василий Иванов (род. 18 июня 1958) — советский и латвийский футболист, нападающий.

## Карьера
В 1982—1983 годах выступал за команду второй советской лиги «Авангард» (Курск). Длительное время не играл за команды мастеров. В 1991 году выступал за команду второй низшей лиги РАФ Елгава, в 1992 — за команду одного из низших дивизионов Финляндии «Кеуруун Палло» Кеуруу. Далее играл в чемпионате Латвии в составе рижских клубов «Видус» (1993), РАФ / «Университате» (1993—1996), «Юрниекс» (1996).